# Christian Meyer (musicologue)
Pour les articles homonymes, voir Christian Meyer et Meyer.
Christian Meyer est un musicologue français né le 20 septembre 1952 à Strasbourg.

## Biographie
Christian Henri Meyer naît le 20 septembre 1952 à Strasbourg,.
Il étudie la philosophie et la musicologie à l'Université de Strasbourg II, entre 1971 et 1975, et obtient sous la direction de Marc Honegger son doctorat en 1977 avec une thèse consacrée au traité Musica getutscht de Sebastian Virdung,.
En 1979, Christian Meyer devient chargé de recherche au CNRS, puis obtient son habilitation à diriger des recherches en 1986 avec une thèse sur les sources de la musique pour luth dans les pays germanophones au XVIe siècle,.
De 1988 à 1991, il dirige avec Marc Honegger l'équipe de recherche « Musique et société dans les pays germaniques à l'aube des temps modernes », et initie en 1994 avec Christoph-Hellmut Mahling (en) le programme international de recherche Musical Life in Europe 1600-1900 à la Fondation européenne de la science,.
En 1996, il devient membre de l'Institut de recherche sur le patrimoine musical en France (IRPMF).
Comme chercheur, ses travaux se concentrent sur la théorie musicale au Moyen Âge, la musique pour luth et les conceptions musicales à l'époque de la Réforme.
Christian Meyer a été rédacteur en chef de la Revue de musicologie à compter de 1986. Il est aussi éditeur général des volumes du RISM intitulés The Theory of Music : Manuscrits de l'époque carolingienne à c1500 (série B/III/3-B/III/5) et a publié avec d'autres le catalogue Sources manuscrites en tablature : luth et théorbe (c1500-c1800), Baden-Baden, 1991-1997,.

## Publications
Parmi les écrits de Christian Meyer, figurent notamment :

### Ouvrages
- Sebastian Virdung Musica getutscht : les instruments et la pratique musicale en Allemagne au début du XVIe siècle, Paris, 1980 ;
- Les mélodies des églises protestantes de langue allemande : catalogue descriptif des sources et édition critique des mélodies, Baden-Baden, 1987 ;
- Mensura monochordi : la division du monocorde (IXe – XVe siècles), Paris, 1996.

### Articles
- « Ein deutscher Orgeltraktat vom Anfang des 15. Jahrhunderts », in Musik in Bayern, 29 (1984) ;
- « L’utilisation de l’orgue à la cathédrale de Strasbourg avant la Réforme », in Archives de l’église d’Alsace, nouvelle sér., 45 (1986) ;
- « Les parties chantées de la messe strasbourgeoise au cours des premières années de la Réforme », in Revue d’histoire et de philosophie religieuses, 57 (1987) ;
- « Le De synemmenis et sa tradition : contribution à l’étude des mesures de monocorde vers la fin du XIIIe siècle », in Revue de musicologie 76 (1990) ;
- « Vesperarum precum officia : l’office des vêpres à l’époque de la Réforme », in Revue d’histoire et de philosophie religieuses, 70 (1990) ;
- « Un répertoire protestant vers 1540 : Bruxelles, Bibliothèque Royale Albert Ier, Fétis 1782A A 1L.P (Suppl. Ms) », in Revue de musicologie, 77 (1991) ;
- « « Ein stim zu singen die andern zwicken » : les arrangements pour voix et luth d’Arnold Schlick (Brown 1512¹, no.15–26) », in Le concert des voix et des instruments à la Renaissance (Tours, 1991) ;
- « Un répertoire de luth allemand des années 1520 : Kraków, Biblioteka Jagiellonska, Mus. Ms. 40154 », in Fontes artis musicae, 39 (1992) ;
- « « Gesangbuch, darin begriffen sind… » : Martin Bucer et le chant liturgique », in Martin Bucer and Sixteenth Century Europe, éd. C. Krieger et M. Lienhardt (Leiden, 1993) ;
- « Eine Lauten-Unterweisung aus dem späten 15. Jahrhundert », in Musik in Bayern, 49 (1994) ;
- « Le diagramme lambdoïde de Ms. Oxford Bodleian Library Auct. F.3.15 (3511) », in Scriptorium, 49 (1995) ;
- « Le Tractatus de consonantiis musicalibus (CS I Anonyme I/Jacobus Leodiensis, alias de Montibus) : une « reportatio » ? », in Revue belge de musicologie, 49 (1995) ;
- « Les manuscrits de luth du fonds Fétis (Bruxelles, Bibliothèque Royale Albert Ier, MSS II 4086–4089) », Revue belge de musicologie, 50 (1996) ;
- « La tradition du Micrologus de Guy d’Arezzo : une contribution à l’histoire de la réception du texte », in Revue de musicologie, 83 (1997) ;
- « Die Tonartenlehre », in Geschichte der Musiktheorie, iv: Die Lehre vom einstimmigen liturgischen Gesang, éd. F. Zaminer and T.F. Ertelt.